# Востриков, Руслан Николаевич
Руслан Николаевич Востриков (род. 10 октября 1979, Ливны) — спортсмен (пауэрлифтинг). МСМСК (1998) по пауэрлифтингу. Чемпион мира (2001), Европы (2000, 2001), серебряный призёр первенства Европы (1999) в становой тяге среди мужчин. Рекордсмен мира (3-кратный, 2001) среди юниоров в весовой категории до 75 кг.

## Биография
В 1999—2005 выступал за Школу высшего спортивного мастерства (тренер Б. И. Шейко), одновременно с 1999 — за спортивно-тренировочный центр № 464, с 2005 — за ДЮСШ № 20 (Уфа; тренеры Н. А. Асабин, С. Я. Мор).
Входил в сборную России по пауэрлифтингу, сейчас спортивный врач в сборной команде РФ по тяжелой атлетике.

## Спортивные достижения
Серебряный призёр Кубков России (2003, 2005), бронзовый призёр чемпионатов России (1999, 2001, 2003, 2005, 2006, 1997 — среди юниоров) и Кубков России (1997, 1998). Чемпион мира (2001), Европы (2000, 2001), серебряный призёр первенства Европы (1999) в становой тяге среди мужчин.

## Образование
- 1986—1996, шк. № 6 Ливны
- Воспитанник СДЮШОР г. Ливны (тренер Н. Я. Мишин)
- Лечебный факультет БГМУ (2005).